# PGC 37974
LEDA/PGC 37974 ist eine irreguläre Galaxie vom Hubble-Typ IBm im Sternbild Hydra südlich der Ekliptik. Sie ist schätzungsweise 83 Millionen Lichtjahre von der Milchstraße entfernt und bildet gemeinsam mit zehn weiteren Galaxien die IC 764-Gruppe (LGG 271).

Im selben Himmelsareal befinden sich die Galaxien NGC 4105, NGC 4106, IC 2996, IC 3005.